# Macaca mulatta
Il macaco rhesus o reso o bunder (Macaca mulatta (Zimmermann, 1780)) è un primate della famiglia dei Cercopitecidi, diffuso in Asia centrale, meridionale e sud-orientale.

## Descrizione
La specie è caratterizzata da un modesto grado di dimorfismo sessuale.

I maschi adulti misurano, in media, 53 centimetri e pesano 7,7 chilogrammi, mentre le femmine sono più piccole (in media 47 centimetri di lunghezza e 5,3 chilogrammi di peso). La coda è lunga 20-23 centimetri.

Il colore della pelliccia comprende varie sfumature dal grigio al marrone. La faccia è tipicamente glabra e di colore roseo.

## Biologia
M. mulatta è una specie diurna, con abitudini sia arboricole che terricole. Esemplari della specie sono stati visti spesso tuffarsi in acqua, rivelandosi abili nuotatori.

Sebbene la maggior parte delle nostre conoscenze sul comportamento del Macaca mulatta provenga dalla osservazione di colonie indiane, alcune interessanti informazioni si debbono agli studi condotti su una colonia introdotta dal Caribbean Primate Research Center della Università di Porto Rico sull'isola di Cayo Santiago. Sull'isola non esistono predatori e la presenza umana è limitata a pochi partecipanti ai programmi di ricerca, cui è concesso di raggiungere l'isola su piccole imbarcazioni.
La colonia di Cayo Santiago è stata studiata per quasi 70 anni ed ha fornito una notevole mole di informazioni sul comportamento di questi primati.

### Alimentazione
Sono animali onnivori la cui dieta comprende una ampia varietà di vegetali e piccoli invertebrati. La loro tendenza a concentrarsi in vicinanza delle aree abitate dagli umani ha influenzato notevolmente le loro abitudini alimentari. Nelle zone rurali praticano frequentemente razzie nei campi coltivati, cibandosi di foglie e frutti destinati alla alimentazione umana, mentre nelle zone altamente popolate non è infrequente che si nutrano di tutto quanto riescono a trovare tra i rifiuti urbani.. In India numerose colonie di macachi si concentrano intorno ai templi religiosi, ove divengono oggetto di devozione da parte dei fedeli, che offrono loro pane, banane, arachidi, semi, altri frutti e vegetali ma anche dolci e gelati.
Le colonie che vivono in aree meno antropizzate basano la loro dieta su frutti, fiori, foglie, semi, resine vegetali, germogli, radici, corteccia, funghi e anche termiti, cavallette, formiche, coleotteri nonché uova di uccelli.

Nella colonia di macachi di Cayo Santiago (vedi sopra) è frequente osservare esemplari che si nutrono di terra (geofagia): secondo alcuni studiosi ciò è legato alla composizione minerale del suolo, che viene sfruttata per curare le parassitosi intestinali.

### Socialità
Come altre specie del genere Macaca, M. mulatta vive in colonie numerose, da 20 a 180 individui, organizzate secondo una struttura matriarcale, all'apice della quale si trova una femmina alfa. Le femmine sono in genere in rapporto numerico di 4:1 con i maschi. Mentre i rapporti tra le femmine sono piuttosto pacifici, i maschi esibiscono spesso comportamenti aggressivi. La cura dei piccoli e la sorveglianza del territorio sono gestite in comune da tutta la colonia. I territori delle differenti colonie spesso parzialmente si sovrappongono e ciò porta a frequenti contatti tra i differenti gruppi, che sono caratterizzati da un certo grado di interazione.
Trascorrono le ore più fresche del mattino alla ricerca del cibo mentre il resto della loro giornata è dedicata al riposo, al grooming ed al gioco.

### Riproduzione
Le femmine raggiungono la maturità sessuale verso i tre anni di età, i maschi verso i quattro. Le femmine hanno cicli di fertilità di 28 giorni, come gli umani. L'accoppiamento non è confinato ad una specifica stagione. La gestazione dura da 135 a 194 giorni.
Secondo i biologi dell'università di Cambridge, Massachusetts, i macachi rhesus (sia maschi che femmine) attirano gli esemplari del sesso opposto in base al colore del viso. Più esso è di un rosso acceso più attirano altri macachi. 
L'aspettativa di vita media di un esemplare in cattività è di circa 15-20 anni per i maschi e 20-25 anni per le femmine. In natura raramente superano i 15 anni di vita.

## Distribuzione e habitat

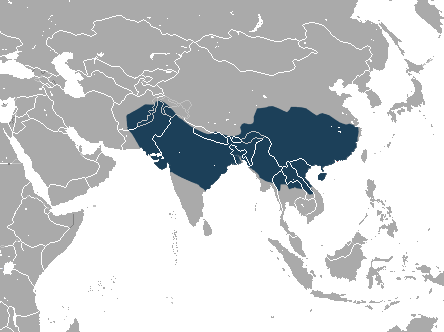
Areale

M. mulatta ha la più ampia distribuzione di un primate dopo quello dell'uomo.
È diffuso nel nord dell'Afghanistan, nell'India settentrionale, nel Nepal, nel Bangladesh, in Bhutan, Laos, Myanmar, Thailandia, Vietnam e nel sud della Cina.
È presente in un'ampia gamma di habitat, che vanno dalle zone semi-desertiche alle dense foreste tropicali, dal livello del mare sino ai 2.500 metri di altitudine. Un discreto numero di sotto-popolazioni si sono adattate a vivere in contesti urbani, creando talora problemi alle popolazioni umane.

## Tassonomia
Ne sono state descritte diverse sottospecie:
- Macaca mulatta mulatta
- Macaca mulatta villosa
- Macaca mulatta vestita
- Macaca mulatta lasiota
- Macaca mulatta sanctijohannis
- Macaca mulatta brevicauda
- Macaca mulatta siamica

Secondo altri Autori le differenze molecolari tra le varie sub-popolazioni non sono sufficienti a definire l'esistenza di vere e proprie sottospecie.

## Conservazione
M. mulatta è considerata una specie a basso rischio di estinzione in base ai criteri della IUCN red list.
In un esperimento condotto da ricercatori della Duke University le abilità matematiche di due esemplari di Macaca mulatta sono state messe a confronto con quelle di un gruppo di studenti universitari.
I due gruppi sono stati sottoposti ad un test in cui si dovevano risolvere, in pochi secondi, delle semplici addizioni, con risultati a dir poco sorprendenti: 76 % di calcoli esatti per i macachi, rispetto al 94 % degli studenti.
L'esperimento suggerisce che la abilità aritmetica non è una prerogativa degli esseri umani ma rappresenta un carattere evolutivo comune ai primati.

## Ruolo nella ricerca scientifica
Il Macaco Rhesus è stato intensivamente utilizzato nella ricerca medica e biologica.
- Il suo nome è legato innanzitutto al fattore Rh, uno dei fattori di tipizzazione dei gruppi sanguigni umani, scoperto da Karl Landsteiner e Alexander Wiener.
- Il macaco rhesus fu il primo primate della storia ad andare nello spazio, 12 anni prima dell'Homo sapiens. Si tratta della missione del 1949 del macaco Albert II, mentre il primo umano fu Yuri Gagarin nel 1961.
- Negli anni cinquanta è stato utilizzato per discussi studi sperimentali sulla deprivazione materna condotti dallo psicologo comparativo Harry Harlow.

Nell’esperimento condotto da Harlow il Macaco Rhesus è separato dalla propria mamma biologica. A sostituirla sono stati dei fantocci o apparecchi dalle sembianze materne creati in laboratorio: uno ricoperto con della pelliccia, l'altro in metallo e munito di biberon contenente latte. Il primo avrebbe dovuto rappresentare il calore materno, il secondo il nutrimento. Si è proceduto inserendo i due fantocci nella gabbia della scimmia. All’inizio Harlow ha osservato come questa istintivamente si fosse scaraventata sulla mamma-sostituto nutriente per prendere il latte; nutritasi e sentiti degli strani rumori provenienti dall'esterno, si è invece notato come la scimmia preferisse a quella la mamma- sostituto con pelliccia. Il macaco, infatti, la stringeva a sé, avvertendo la necessità del contatto fisico che il fantoccio munito di biberon non gli avrebbe potuto garantire. In un secondo momento, Harlow ha inserito nella gabbia un terzo strumento, un apparecchio pensato per spaventare l’animale. Avvertito il pericolo, il Macaco è tornato ad abbracciare la mamma- sostituto con pelliccia, di nuovo preferita all’altra perché in grado di trasmettere calore e protezione. In un terzo momento, separata dai due fantocci, Harlow ha spostato la scimmia in una stanza piena di oggetti. Da sola, anziché esplorare l’ambiente circostante, si è accinta a stringere una coperta, l’unico oggetto che in quel momento potesse ricordarle il contatto fisico materno. Non appena reinseriti i due fantocci, il Macaco ha di nuovo dimostrato di preferire alla mamma- sostituto nutriente la mamma-sostituto con pelliccia che, non appena intravista, è stata stretta ed abbracciata. Questo ha significato che, anche in un nuovo contesto portatore di timore misto a curiosità, il Macaco possa dimenticare il bisogno primario di cibo, sostituito da quello di protezione. È il sentirsi protetta che spinge, poi, la scimmia ad esplorare l’ambiente che prima aveva trascurato. Bowlby, negli anni a venire, rifacendosi agli esperimenti di Harlow, utilizzerà questi dati per delineare la propria teoria sull’attaccamento. 
- Negli anni cinquanta e sessanta la NASA ha inviato nello spazio numerosi esemplari di Macaco Rhesus; l'Unione Sovietica e poi la Russia hanno continuato ad utilizzarli in programmi spaziali sino al 1997 nell'ambito del progetto Bion.
- Il macaco Tetra è stato, nel gennaio del 2000, il primo caso di clonazione di un primate. Nel successivo gennaio 2001 ha visto la luce ANDi, il primo primate transgenico, nel cui genoma sono stati inseriti geni di una medusa.
- La notizia del sequenziamento del genoma del Macaco Rhesus è stata pubblicata il 13 aprile 2007[17]. Si tratta del terzo genoma di primate interamente sequenziato, dopo quello dell'essere umano (Homo sapiens) e dello scimpanzé (Pan troglodytes). Lo studio dimostra che l'uomo ed il macaco condividono il 97,5% della loro sequenza di DNA.